# Sabinské hory

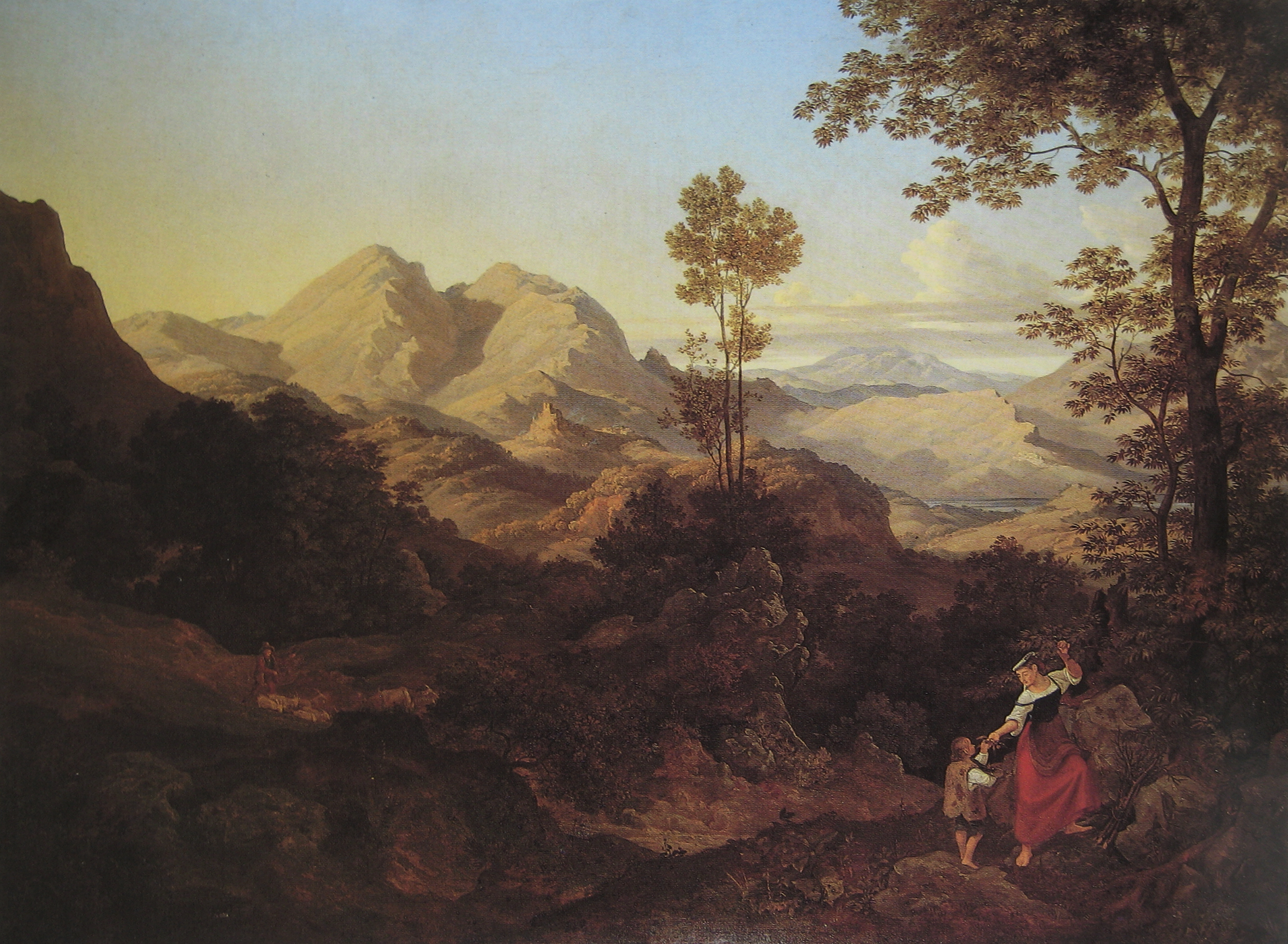
Ernst Fries: Sabinské hory

Sabinské hory, italsky Monti Sabini, je vápencové pohoří na jihozápadě italské provincie Rieti, mezi řekami Tibera a Turano. Pohoří je ze značné části zalesněné, v nižších polohách se pěstují olivy, ve vyšších rostou buky a duby. Nejvyšším vrcholem je Monte Pellecchia (1365 m n. m.). Na úpatí pohoří se nacházejí vydatné prameny vody, které zásobují Řím a okolí.